# Albert Camille Vital

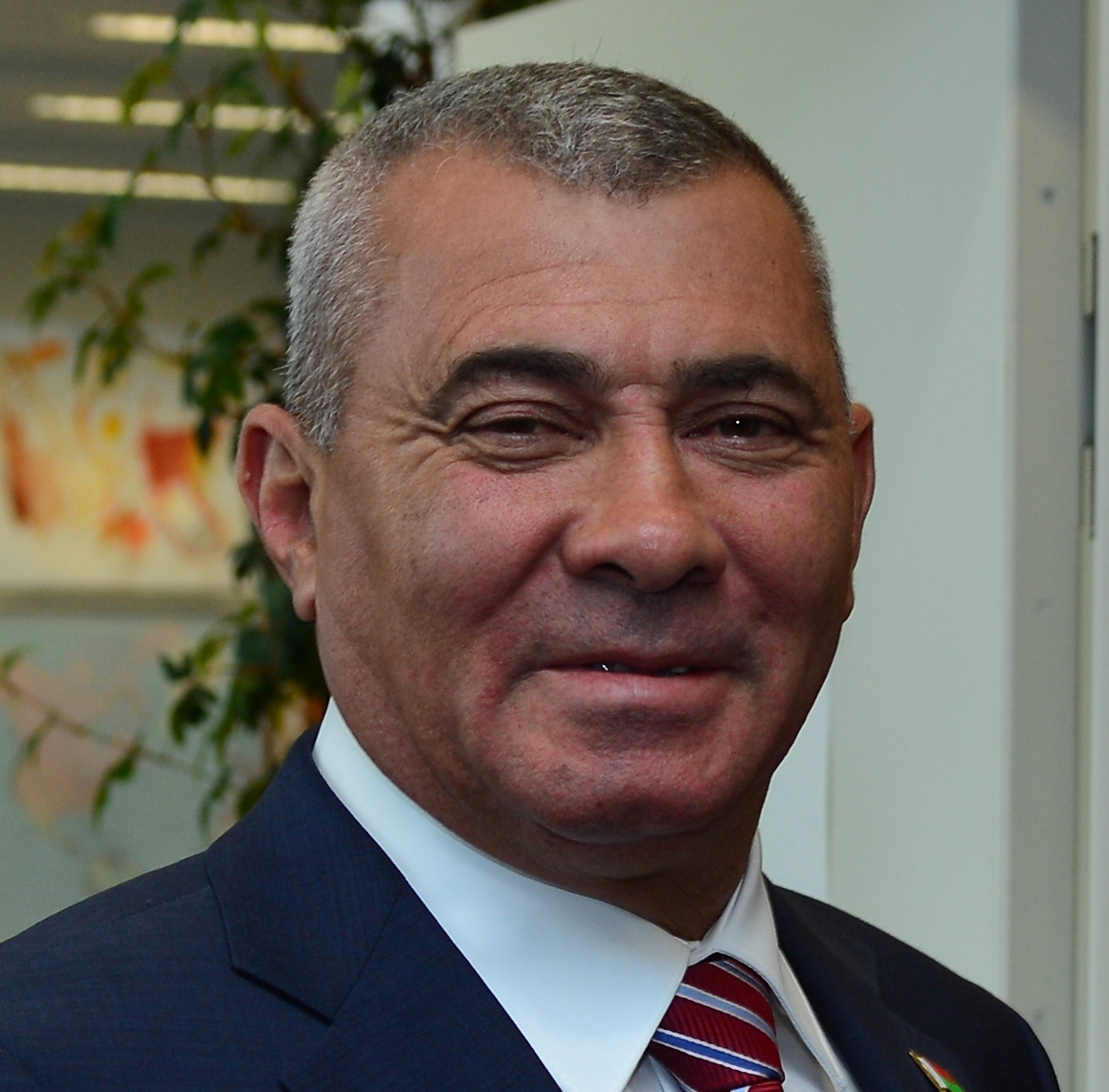
Albert Camille Vital (2013)

Albert Camille Vital (* 18. Juli 1952 in Toliara) ist ein madagassischer Brigadegeneral und Politiker, der unter anderem zwischen 2009 und 2011 Premierminister von Madagaskar war.

## Leben
Vital absolvierte nach dem Schulbesuch ein Studium im Fach Bauingenieurwesen in der Sowjetunion und trat nach seiner Rückkehr in die Streitkräfte Madagaskars ein. Er war zwischen 1987 und 1991 Leiter des Technischen Referats im Generalstab der Streitkräfte und absolvierte eine Ausbildung an der Militärschule Saint-Cyr. Er war von 1998 bis 2001 Kommandeur des 1. Regiments der 5. Militärregion in Toliara und im Anschluss zwischen 2001 und 2002 Absolvent an der Verteidigungshochschule in Paris (Collège interarmées de Défense). Zuletzt wurde er zum Oberst befördert.
Am 20. Dezember 2009 wurde Vital von Staatspräsident Andry Rajoelina als Nachfolger von Eugène Mangalaza zum Premierminister von Madagaskar ernannt. Nach der Entlassung des Ministers für die Streitkräfte General Noël Rakotonandrasana am 7. April 2010 übernahm Vital im Range eines Brigadegenerals dieses Amt am 14. April 2010 selbst. Am 9. März 2011 trat er zunächst vom Amt des Premierministers zurück, wurde aber eine Woche später von Präsident Rajoelina am 16. März 2011 erneut mit der Bildung einer neuen Regierung beauftragt. Am 26. März 2011 stellte er sein neues Kabinett vor, dem unter anderem Yvette Sylla als Außenministerin sowie Florent Rakotoarisoa als Innenminister angehörten, während General André Lucien Rakotoarimasy Verteidigungsminister und Hery Rajaonarimampianina Finanzminister blieb. Am 17. Oktober 2011 trat er als Premierminister zurück, woraufhin Omer Beriziky am 2. November 2011 offiziell sein Nachfolger wurde. Als Premierminister wurde er von Oppositionsparteien und der internationalen Gemeinschaft kritisch gesehen, wenngleich es ihm gelang, die Streitkräfte in die Politik einzubeziehen und dadurch Spannungen zu vermeiden, und aus den natrülcihen Ressourcen neue wirtschaftliche Profite zu erzielen. 2012 wurde er Ständiger Vertreter und Botschafter bei den Vereinten Nationen in Genf.
Bei der Präsidentschaftswahl in Madagaskar 2013 kandidierte Vital für seine Parti Hiaraka Isika für das Amt des Staatspräsidenten. Im ersten Wahlgang belegte er nach Jean-Louis Robinson von der AVANA (955.534 Stimmen, 21,1 Prozent), Hery Rajaonarimampianina von Hery Vaovao ho an'i Madagasikara R (721.206 Stimmen, 15,93 Prozent), Hajo Herivelona Andrianainarivelo von Malagasy Miara Miainga (476.153 Stimmen, 10,51 Prozent) und Roland Ratsiraka von der MTS (407.732 Stimmen, 9 Prozent) mit 310.253 Stimmen (6,85 Prozent) den fünften Platz und verpasste damit den Einzug in die Stichwahl, die am 20. Dezember 2013 stattfand.